# Obergericht Sendai

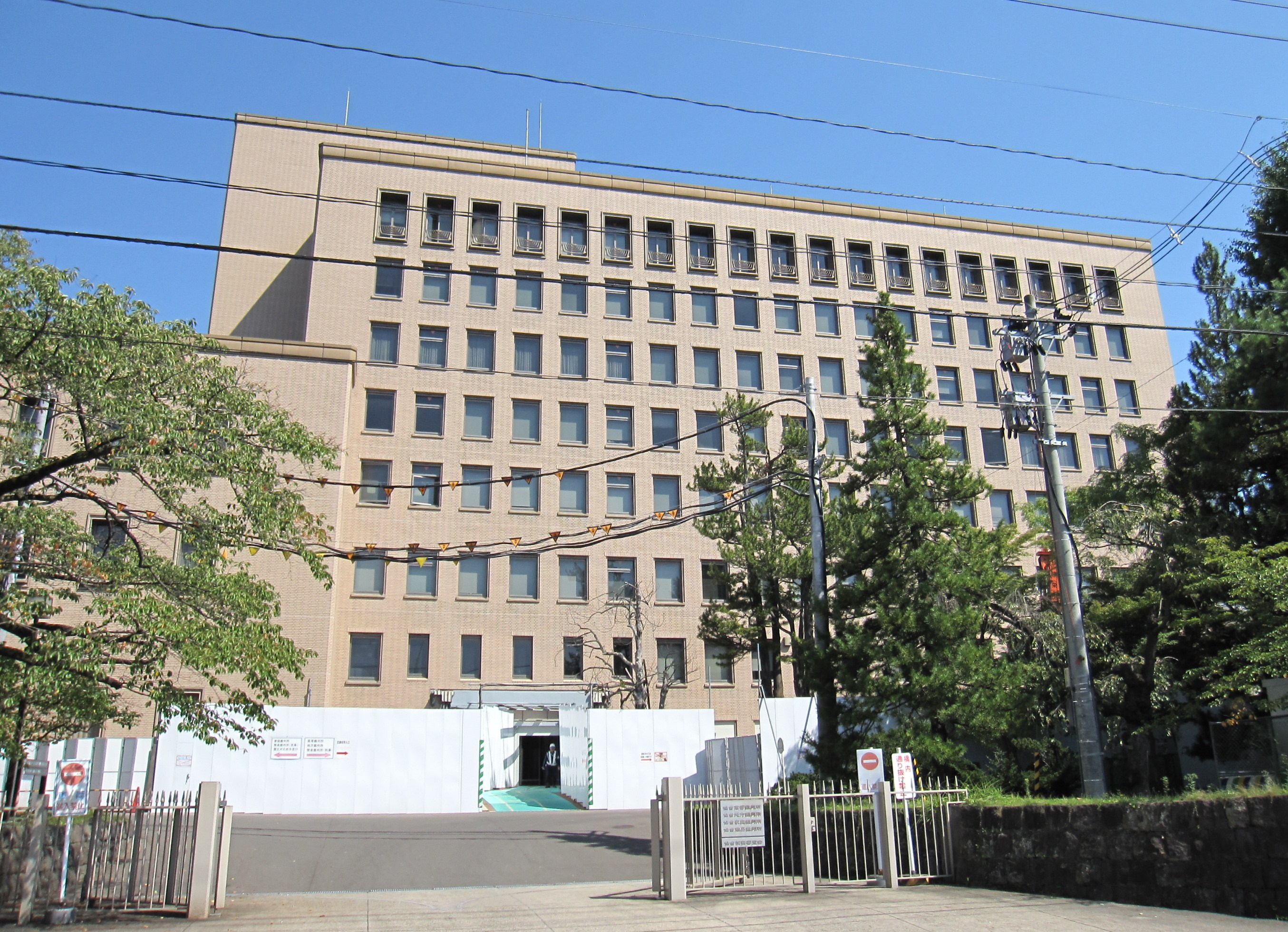
Obergericht Sendai

Das Obergericht Sendai (jap. 仙台高等裁判所, Sendai kōtō-saiban-sho) ist eines von acht japanischen Obergerichten und hat seinen Sitz in Sendai. Der Gerichtsbezirk umfasst den Norden der japanischen Hauptinsel Honshū. Übergeordnet ist nur der Oberste Gerichtshof.